# Les Murs du souvenir
Série
Les Brumes du souvenir
(2017) Les Ondes du souvenir
(2020)
Pour plus de détails, voir Fiche technique et Distribution.
Les Murs du souvenir est un téléfilm franco-belge réalisé par Sylvie Ayme, faisant suite au téléfilm Les Brumes du souvenir et précédant Les Ondes du souvenir, diffusé pour la première fois en Belgique le 11 mai 2019 sur La Une, en Suisse le 7 juin 2019 sur RTS Un et en France, Andorre et Monaco le 12 octobre 2019 sur France 3.
Le téléfilm est une coproduction de France.tv Studio, Dalva productions, AT-Productions et la RTBF (télévision belge), avec la participation de France Télévisions, TV5 Monde et de la Radio télévision suisse (RTS).

## Synopsis
Le corps d'un homme est retrouvé emmuré dans un immeuble du centre ville de Colmar. Clara Mérisi arrive sur la scène du crime et y retrouve François Gilbert, historien et anthropologue judiciaire, appelé par son adjoint pour examiner la victime : en effet, le cadavre, vêtu d'un uniforme SS, est mort assassiné 70 ans plus tôt. Comment est-il arrivé ici ? C'est la réponse à cette question que doit trouver Clara, sous pression à cause de son divorce qui se déroule mal, sur fond d'enquête à dimension historique.

## Fiche technique
- Réalisation : Sylvie Ayme[1]
- Scénario, adaptation et dialogues : Gilles Cahoreau et Nathalie Hugon[1]
- Productions : France.tv Studio, Dalva productions, AT-Productions et la RTBF (télévision belge)[1]
- Productrice : Delphine Wautier[1]
- Directeur de la photographie : Philippe Lardon
- Pays de production :  France /  Belgique
- Décors : Christel Roche-Chevalier[1]
- Costumes : Marie Jagou[1]
- Chef monteuse : Régine Leclerc[1]
- Musique : Nicolas Jorelle[1]
- Première diffusion :
  - Belgique : 11 mai 2019 sur La Une
  - Suisse : 7 juin 2019 sur RTS Un
  - France : 12 octobre 2019 sur France 3

## Distribution
- Gaëlle Bona : Clara Merisi
- David Kammenos : François Gilbert
- Mhamed Arezki : Guillaume Barot
- Maëlia Gentil : Viviane Fischer
- Olivier Chantreau : Victor Baumann
- Bulle Ogier : Lucie Fischer
- Clément Aubert : Joseph
- Masha Kondakova : Ina
- Harmandeep Palminder : Hamind Kapour
- Sharif Andoura : Le juge
- Ladislawa Torunski-Laval : Léonie
- Sonia Hell : L'avocate de Clara
- Xavier Boulanger : L'avocat de Fred
- Richard Andrieux : Pierre Bopp
- Nathalie Hugon : Le maire
- Marc Wilhelm : Ledrant
- Déborah Lamy : La légiste
- Jacqueline Jacot : Mme Mischler
- Josephine Hazard : L'infirmière
- Chloé Souliman : L'hôtesse d'accueil G.E.T
- Thierry Rousset : Le chef de chantier
- Gaston Schmitt : Franck Faller
- Melanie Baxter-Jones : Le policier de l'accueil PJ

## Tournage
Le tournage s'est déroulé entre Colmar et Lyon du 13 novembre au 12 décembre 2018 et notamment au camp de concentration de Natzweiler-Struthof et à Colmar.

## Audience
- France : 4,326 millions de téléspectateurs (première diffusion) (22,1 % de part d'audience)[5], soit 1,1 million de spectateurs de plus que Les Brumes du souvenir diffusé en 2019.

## Téléfilms similaires
Ce thriller policier historique est la suite des Brumes du souvenir réalisé deux ans plus tôt par la même réalisatrice avec les deux mêmes acteurs principaux et précède Les Ondes du souvenir avec aussi la même réalisatrice et les deux mêmes acteurs principaux, diffusé le 12 décembre 2020 sur France 3.
Dans les deux autres téléfilms, un événement historique a aussi servi de base à l'intrigue policière.